# Federico Cantú Garza
Federico Heráclio Cantú Garza (* 3. März 1907 in Cadereyta Jiménez/Nuevo León; † 29. Januar 1989 in Mexiko-Stadt) war ein mexikanischer Maler, Grafiker und Bildhauer. Er war ein Vertreter des Muralismo und war Gründungsmitglied des Salón de la Plástica Mexicana.

## Leben und Werk
Cantú Garza, Sohn des Mediziners Adolfo Cantú Jáuregui und der Schriftstellerin María Luisa Garza, genannt „Loreley“, besuchte von 1922 bis 1923 die Escuela de Pintura al Aire Libre (Freiluftmalschule) in Coyoacán und durchreiste ab 1924 bis Mitte der 1930er-Jahre Europa und die Vereinigten Staaten. Ab 1943 lehrte er an der Escuela Nacional de Pintura, Escultura y Grabado „La Esmeralda“ und lernte ab 1945 bei dem Grafiker Carlos Alvarado Lang. Ab 1949 lehrte er auch an der University of California.
Seine Wandbilder verzieren typischerweise Denkmäler, öffentliche Gebäude und Universitäten; darunter auch sein 1961 in Iturbide (Nuevo León) fertiggestelltes Werk „El flechador del sol“ (Bogenschütze der Sonne) mit einer Gesamtfläche von 650 Quadratmetern sowie das Wandbild an der Universidad Autónoma de Nuevo León (UANL).
Seine Werke waren unter anderem in der Londoner Tate Gallery und in New York im Museum of Modern Art sowie in der Perls Gallery zu sehen.
Im Jahr 2005 wurde sein Aktgemälde „Mujer Desnuda“ bei Sotheby’s für knapp 19 Millionen US-Dollar verkauft.